# Vila Verde (Terrugem)
Vila Verde é uma localidade portuguesa da freguesia de São João das Lampas e Terrugem, no concelho de Sintra. Até 2013 formou parte da freguesia de Terrugem.